# Ángeles (nombre)
Ángeles es un nombre propio femenino de origen griego en su variante en español. Proviene de Nuestra Señora de los Ángeles, advocación mariana que representa a la Virgen María como reina de los ángeles.

## Santoral
2 de agosto: Nuestra Señora de los Ángeles, patrona de Costa Rica y protectora de los católicos de las Américas.

## Personajes célebres
- Ángeles Amador, política española
- Ángeles Balbiani, actriz argentina
- Àngels Barceló, periodista española
- Ángeles Caso, escritora, periodista, y traductora española
- Àngels Garriga, pedagoga, maestra y escritora española
- Ángeles González Sinde, guionista y directora de cine española
- Ángeles Maestro, política española
- Ángeles Martín, actriz y presentadora de televisión española
- Ángeles Mastretta, escritora y periodista mexicana
- Angeles Santos, pintora
- Ángeles Sorazu, religiosa concepcionista y escritora mística española

## Lugares
- Los Ángeles
- Los Ángeles (Chile)
- Ángeles (Pampanga)
- Cerro de los Ángeles
- Los Ángeles (desambiguación)